# Episodi di Secret City (prima stagione)
La prima stagione della miniserie televisiva Secret City sono stati trasmessi in Australia su Showcase dal 5 giugno al 3 luglio 2016.
In italiano sono stati interamente pubblicati il 26 giugno 2018 su Netflix.
| n° | Titolo originale           | Titolo italiano             | Prima TV originale | Pubblicazione in italiano |
| -- | -------------------------- | --------------------------- | ------------------ | ------------------------- |
| 1  | A Donation to the Struggle | Una donazione alla lotta    | 5 giugno 2016      | 26 giugno 2018            |
| 2  | The Watchers               | Le sentinelle               | 5 giugno 2016      | 26 giugno 2018            |
| 3  | Beware the Jabberwock      | Attenzione alle assurdità   | 12 giugno 2016     | 26 giugno 2018            |
| 4  | Falling Hard               | Caduta libera               | 19 giugno 2016     | 26 giugno 2018            |
| 5  | Ghosts in the Machine      | Fantasmi dentro le macchine | 26 giugno 2016     | 26 giugno 2018            |
| 6  | The Light on the Hill      | La luce sulla collina       | 3 luglio 2016      | 26 giugno 2018            |

## Una donazione alla lotta
- Titolo originale: A Donation to the Struggle
- Diretto da: Emma Freeman
- Scritto da: Matt Cameron

### Trama
L'inchiesta della giornalista Harriet Dunkley sull'identità di un cadavere porta a quesiti ancora più grandi e con risvolti a livello internazionale.

## Le sentinelle
- Titolo originale: The Watchers
- Diretto da: Emma Freeman
- Scritto da: Belinda Chayko

### Trama
Kim fa una scoperta scioccante, mentre Harriet è obbligata a cedere i risultati del suo duro lavoro. Intanto eventi del passato mettono Paxton nei guai.

## Attenzione alle assurdità
- Titolo originale: Beware the Jabberwock
- Diretto da: Emma Freeman
- Scritto da: Belinda Chayko

### Trama
Harriet affronta una perdita devastante. Paxton e Catrina si scontrano, mentre Zheng interroga Sabine a proposito della protesta che ha organizzato.

## Caduta libera
- Titolo originale: Falling Hard
- Diretto da: Emma Freeman
- Scritto da: Belinda Chayko

### Trama
Mentre i nemici di Harriet sono sempre più disperati, un attacco al sistema di comunicazione aereo dell'Australia allarma Paxton e Catrina.

## Fantasmi dentro le macchine
- Titolo originale: Ghosts in the Machine
- Diretto da: Emma Freeman
- Scritto da: Matt Cameron

### Trama
Harriet continua a cercare la verità a proposito di Kim. Paxton cerca di colpire un personaggio mitico mentre affronta una difficile situazione politica.

## La luce sulla collina
- Titolo originale: The Light on the Hill
- Diretto da: Emma Freeman
- Scritto da: Matt Cameron

### Trama
Harriet cerca di denunciare finalmente l'inganno e la corruzione del governo e prende una decisione fatidica, mettendo la sua vita in pericolo.